# Electrophaes moltrechti
Electrophaes moltrechti är en fjärilsart som beskrevs av Louis Beethoven Prout 1940. Electrophaes moltrechti ingår i släktet Electrophaes och familjen mätare. Inga underarter finns listade i Catalogue of Life.